# Tòrnike Kipiani
Tòrnike Kipiani (Georgià: თორნიკე ყიფიანი; Tbilisi, 11 de desembre del 1987) és un cantant georgià. És conegut per la seva participació en la primera temporada de la versió georgiana de X Factor. El 2017 va prendre part en la preselecció georgiana del Festival de la Cançó d'Eurovisió amb la cançó You Are My Sunshine. Al final del 2019 va guanyar la versió georgiana de Pop Idol. El premi era, entre d'altres, representar Geòrgia al Festival de la Cançó d'Eurovisió 2020. No obstant això, el certamen va ser cancel·lat per la pandèmia per coronavirus de 2019-2020 i la televisió pública georgiana el va seleccionar internament per a representar el país caucàsic el 2021.